# Norderstedt
Norderstedt è una città di 80 420 abitanti dello Schleswig-Holstein, in Germania.

È il centro maggiore, ma non il capoluogo, del circondario di Segeberg.
Norderstedt si fregia del titolo di "Grande città di circondario" (Große kreisangehörige Stadt).

## Geografia fisica
Centro industriale e scientifico, Norderstedt conurbata con Amburgo, fa parte della sua regione metropolitana.

## Geografia antropica

### Suddivisioni amministrative
Norderstedt si divide in 5 quartieri:

Friedrichsgabe, Garstedt, Glashütte, Harksheide, Mitte

## Amministrazione

### Gemellaggi
Norderstedt è gemellata con:
- Kohtla-Järve
- Maromme
- Oadby and Wigston
- Zwijndrecht